# Sítotisk

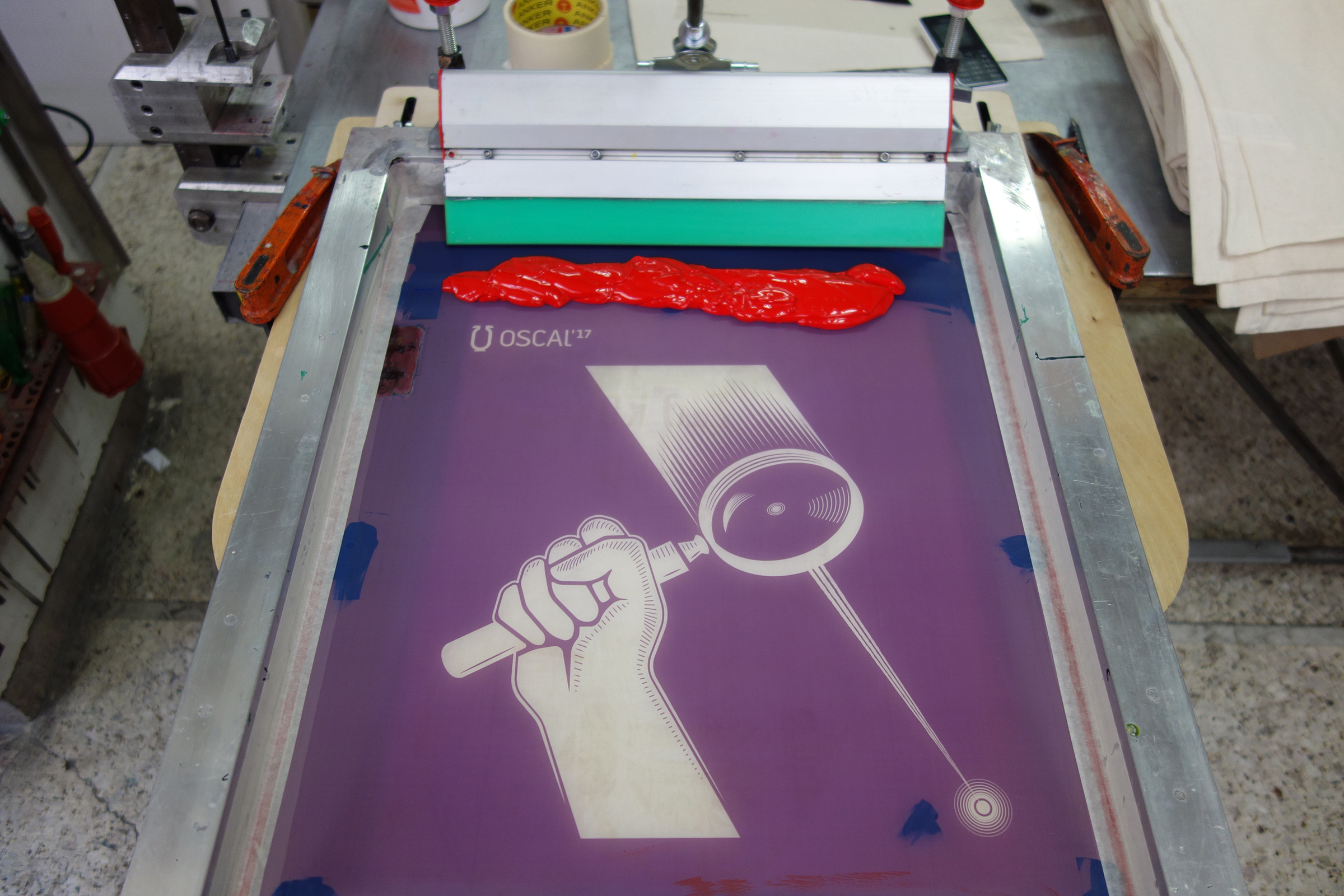
Fotografie z procesu sítotisku, výroby promo materiálů.

Sítotisk, též „šablonový tisk“ nebo „průtisk“, je grafická technika. V mezinárodním značení má symbol S.
Sítotisk nepatří do tisku z plochy; je to samostatná tisková technika.
Umělecký sítotisk se nazývá serigrafie (kresba na hedvábí). Název byl formulován protagonistou této techniky C. Zigrosserem na základě analogie s názvem litografie (kresba na kámen).

## Historie
Sítotisk byl vynalezen na Dálném východě (Čína, Japonsko, Korea). Technologie zpracování byla vyvinuta roku 1929 v USA, odkud ji po 2. světové válce převzala Evropa. Do Československa jako první nechal dovézt tuto techniku přímo z USA Tomáš Baťa. Nejprve se jí používalo především v užité grafice a v průmyslu. Hojně tuto techniku začali využívat představitelé Pop Artu. Dnes se používá běžně i ve volné grafice. V poslední době je velice oblíbenou moderní grafickou technikou (kresby na tričko, znaky). Hodí se k rychlé práci při velkých sériích.

## Předtisková příprava síta
Princip tisku spočívá v protlačování barvy přes prostupná místa šablony na průtiskový materiál. Acetonový lak přibarvíme bílou práškovou barvou a vykryjeme všechna místa, která mají při tisku zůstat bílá. Lak nesmí být příliš řídký – nezalepil by dírky v hedvábí. Nesmí být také příliš hustý, aby po zaschnutí nevytvořil na sítu kopečky.
Síto se skládá z rámu z kovu, ze dřeva nebo z plastu, na který je napnutá síťovina – přírodní nebo umělé hedvábí, kovová vlákna, apod. Síťovina může mít různou hustotu ok, počítaných jako počet ok na cm². Napíná se ručně pod rám jako malířské plátno, nebo pomocí hydraulického zařízení, které rám napíná všemi směry současně. Osnova síťoviny musí být rovnoběžně s rámem. Nejčastěji se lepí speciálními lepidly na dřevěný nebo kovový rám – lepidlo nesmí povolovat ve smyku a musí odolávat rozpouštědlům.
Pro přesné tisky se používá tzv. kalandrovaná síťovina, kde je původně kulatý průřez nití síta zploštěn.
Pro zvýšení ostrosti přenášeného obrazce se síťovina už ve výrobě probarvuje červeně nebo tmavožlutě – fotoemulze jsou citlivé na kratší vlnové délky světelného spektra a nedochází k rozostření podsvícením lomem světla ve vláknech. (Rozostřující světlo je pak ve spektru, na které je fotoemulze necitlivá.)
Před prací se síťoviny odmastí lihem, octem nebo speciálními odmašťovadly – dle použité fotoemulze – a zhotoví se šablony pro tisk.
Pro mimořádně jemné a přesné tisky a velmi velké množství tisků v elektronice se tradiční síto nahrazuje nerezovou fólií, napnutou v rámu. Obrazec na ni se zhotovuje proleptáním, prořezánim laserem nebo jejím galvanickým zhotovením pomocí fotoemulzí.

## Zhotovení šablony
Existují různé způsoby zhotovení šablony:

### Přímé

#### Přímá vymývaná
Přímo na spodní část síta zhotovíme kresbu mastným materiálem (litografická křída, tuš) a přes mastnou kresbu dáme vykrývací roztok (v místě kresby bude roztok odpuzen), tedy roztok chytne jen okolí kresby. Po zaschnutí se kresba vymyje ředidlem, čímž se zprůchodní. Sítotisk je připraven k tisku.

#### Přímá vykrývaná
Na spodní straně síta se vykrývacím lakem zakryjí všechna místa, která nemají tisknout (kresba zůstane na sítu průchodná).

#### Přímá fotomechanická
Je nejvíce používaná.
Tekutá světlocitlivá emulze se nanáší na síťku ve svislé poloze z jedné nebo – častěji – z obou stran nanášecím korýtkem pomalým, stejnoměrným plynulým tahem nahoru, někdy i ve více vrstvách, dle potřeby. Od téhle chvíle až do vyvolání smí být síťka (a vůbec celý pracovní prostor) osvětlen jenom světlem z delší části spektra – nejčastěji se používá žluté (nebo někdy červené) světlo. Po vysušení a uplynutí času, nezbytného k mechanické stabilizaci ovrstvené síťky (síly, působící na síťku se potřebují po napnutí do rámu a usušení později navlhčené síťky vyrovnat, zpravidla to bývá několik hodin, jinak by se naexponovaný obrázek mohl deformovat) se tato po přiložení filmu (film se přikládá emulzí k síťce) s motivem příštího tisku exponuje tentokrát zdrojem světla z „kratšího“ konce spektra – obyčejně to jsou vysokotlaké rtuťové výbojky, nebo nověji i LED.
Musí se zajistit dokonalé přilnutí filmu k ovrstvené síťce, bez vzduchových bublin. Používají se k tomu podtlakové rámy. Síťka se po expozici vyvolá, vymyje postřikem tlakovou vodou. Osvětlená část emulze se působením světla zesíťovala (tohle zesíťování nemá nic společného ze síťkou sítotisku, jde o reakci v materiálu emulze) a pevně přilnula na oka síťky, neosvětlená část se vyplaví, obnaží oka síťky a tak umožní příští tisk přes ně. Zbývá pak už jenom šetrné vysušení proudícím teplým vzduchem.
Filmy motivů se nejčastěji používají tzv.„tvrdé“, tj. s velkým rozdílem mezi černou, neprůhlednou a čirou, průhlednou plochou.
Světlocitlivá emulze se taky vyrábí v tuhém provedení, je podobná filmu. Je z obou stran chráněna ochrannou fólií. Nanáší se za mokra – ochranná fólie se z jedné strany sloupne a film se obnaženou stranou přiloží na mokrou síťku. Tady nabobtná a vlivem kapilárních sil se „vtáhne“ mezi oka síťky. (Může se mu pomoct citlivým převálcováním gumovým válečkem přes zbylou druhou krycí fólii.) Druhá ochranná fólie se sloupne až těsně před vyvoláním exponované světlocitlivé emulze, nebo – pokud chceme úplně vyloučit paralaxu – i před přiložením fotofilmu s motivem obrazce. Pak se ovšem s celou sestavou musí zacházet velice šetrně.
Celý proces, od navrstvování až po expozici, má probíhat v bezprašném prostředí.

### Nepřímé

#### Nepřímá vyřezávaná
Na skleněnou podložku se vodou rozpustným lepidlem nalepí papír, vypne se a nechá se zaschnout. Na papír provedeme kresbu (čímkoli) a přetřeme vrstvou silného čirého nitrolaku (ne zeleným, který je neprůhledný) a necháme zaschnout.
Kresba se na skle vyřeže, tisknoucí místa se oddělají. Přiloží se napnuté síto, které se z vnitřní strany promáčí tamponem (+nitroředidlo). Nitrolak se rozpustí na papíře a otlačí se do něj síťovina. Po zaschnutí se papír ořízne, podmáčí, výsledně zůstane na sítu. Šikmé linie nemají vroubkovaný okraj od síta.

#### Nepřímá dvouvrstvá
Je to vlastně vylepšená metoda vyřezávaná. Kresba se prořízne do pracovní fólie (ne do nosné fólie). Pak se kresba odstraní z místa kresby a stáhne se ochranným papírem, přilepí se fólie, oddělá se nosná fólie a pracovní fólie zůstává na sítu. Tyto šablony lze zpracovávat pomocí řezacího pultu.

#### Nepřímá fotomechanická
Na pracovní fólii dáme světlocitlivou vrstvu. Ve vakuovém rámu vykopírujeme nečitelný pozitiv (matný povrch světlocitlivé emulze). Emulze se přenese na napnuté síto a sloupne se nosná fólie. Vytvoří se šablona a zprůchodní se místa kresby. Metoda je vhodná pro naprosto přesné soutisky

## Druhy tiskových strojů pro sítotisk
(plošný a rotační sítotisk)

### Ruční stroje – stoly
- A – síto upevňujeme jednou stranou, aby se dalo zvedat
- B – pracovní plocha s podtlakovou fixací papíru, nebo bez. Pokud se tiskne na pevné předměty, používají se k ustavení správné polohy dorazy, někdy též za pomoci podtlaku – tiskový stůl je vybaven hustým rastrem malých otvůrků, skrz které je odsáván vzduch.
- C – vedení těrky, výměna papíru a zvedání se provádí ručně

Větší stoly s vedeným tříčem (těrkou), těrka se upevní na vodícím rámu (přesnější) – na SŠUD
U nejkvalitnějších strojů se jednoduché upnutí síta na jedné straně (nůžkový způsob) nahrazuje složitějším, které přiklápí síto
paralelně k potiskovanému materiálu. (To platí i u automatizovaného tisku.)

### Poloautomaty
Ruční nakládání a vykládání materiálu,automatický tisk.

### Třičtvrtě automaty
Ruční nakládání materiálu,automatický tisk a vykládání materiálu.

### Automaty
Celý proces tisku probíhá automaticky.

## Sítovina
Sítovina je ze syntetických nebo kovových vláken (nejčastěji polyester nebo polyamid). Rozdělují se podle tloušťky vlákna nebo šíře oka. Dále také dělíme dva druhy vazby sítovin: keprová a plátnová. Sítovina má také kvůli rozptylu světla předem stanovenou barvu (většinou žlutá nebo oranžová). Sítoviny se vyrábí v různé hustotě udávané v počtu vláken na cm (škála je již od 10 až po 200 vláken/cm). Pro tisk na textil se často používají síta o hustotách 40 až 100 vláken/cm, pro tisk na méně či nesavé materiály jako papír, plasty, sklo či kovy pak jemnější síta cca od 100 po 160 vláken/cm. Hustota síta určuje množství protisknuté barvy i jemnost detailu („rozlišení tisku“).

## Těrky (stěrky, rakle, tříče)
Těrky jsou sestaveny z pevného držadla (kov, dřevo) s gumovým nebo neoprenovým břitem s různými profily. Mohou mít i různou tvrdost podle materiálu, ze kterého jsou vyrobeny: dřevo, kov. Gumovou těrkou (tříčem) se hustá sítotisková barva protlačuje nezaslepenými otvory v sítu na potiskovaný materiál. Pokud se jedná o přímý sítotiskový potisku textilu, jsou jednotlivé barvy protlačovány přímo, například na tričko. Je-li barva aplikována na speciální transferový papír, který se k následnému přenosu barvy na textil používá velmi často, nazýváme tuto metodu transferovou.
Velice důležité je přesné zabroušení břitu. Záleží na něm kvalita tisku, nepřesnosti, resp. nedodržení rovinnosti se projeví zejména při tisku větších ploch.
Množství protlačené barvy lze ovlivnit náklonem těrky při tisku a ostrostí břitu.

## Barvy
Při vícebarevném sítotisku se používá jedno síto na každou barvu. Možnosti tisku jsou nepřeberné: možnost vytvoření plochého potisku, semišového efektu, 3D efektu, třpytivého efektu a dalších.

### Vodou ředitelné a ředidlové
- Rychleschnoucí – další manipulace do 15 min
- Pomaluschnoucí
- UV barvy (zaschnou až po průjezdu UV tunelem)
- Plastizolové barvy (zaschnou až po průjezdu tepelným tunelem)

Dále dělíme na:
- Lesklé
- Matné
- Reflexní
- Metalické
- Transluscentní
- Transparentní
- Vysoce krycí
- Jiné speciální (např. stíratelná barva na stírací losy, vodivé barvy a pájecí pasty v elektronice)
- Textilní spec. efekty (puff, 3D, multishine, glitter, reflective, discharge, etc...)

### Laky
- lokální (parciální)
- reliéfní, transparentní (za tepla) na kov, tisk na materiál
- UV lak
- speciální laky (s aromatickými složkami uvolnitelnými otěrem)

## Potiskované materiály
Sítotiskovou technologií lze potiskovat všechny běžné druhy materiálů včetně kovu, kůže, papíru, dřeva, skla, keramiky, samozřejmostí jsou plasty i textil jakéhokoli složení (pro každý potiskovaný materiál jsou speciální barvy). Jednoznačnou výhodou sítotisku je jednoduchost a opakovatelnost aplikace, trvanlivost potisku a současně příznivá cena. Aplikace sítotiskové technologie přímo na textilní materiál je obecně nejtrvanlivější a nejkvalitnější volbou potisku. Vodou ředitelná barva se vpije do textilních vláken a po zaschnutí ji lze prát i žehlit přes motiv. Přidáním aditiva do barvy lze její odolnost ještě zvýšit. Plastizolová barva nanesená přímo na textil se při vysoké teplotě vysuší a zapeče. Barvu lze nanést na přenosový papír, opatřit ji vrstvou lepidla (práškového nebo tekutého), zasušit v termotunelu a termolisem přenést na textil. Mezi přímým sítotiskem a transferovou metodou není v kvalitě de facto žádný rozdíl. Tam, kde kvůli složitosti motivu, barevnosti, náročnosti soutisku, velikosti nebo tvaru předlohy, případně potiskovaného předmětu nestačí sítotisk, nastupuje sublimační tisk.

### Využití sítotisku v elektronice
Jedním ze způsobů použití v elektronice je výroba (převážně jednodušších) plošných spojů. Spoje jsou tvořeny vodiči z měděné fólie tloušťky 17 nebo 35 (méně často 70 až 105) mikrometrů, která je nalepena na desce z izolantu, nejčastěji na laminátu na epoxidovém nebo fenolickém základě, do tloušťky max. 2 mm (převážně ale 1,2 až 1,6 mm). Na fólii, pokrývající celou plochu desky, se natiskne motiv budoucích vodičů barvou, která po vytvrzení odolává leptadlu. Plochy měděné fólie nechráněné barvou se následně odleptají. Po odleptání mědi se barva odstraní a deska se dál zpracovává.
Existuje i složitější, negativní způsob, kde barva kryje místa, která budou odleptána. Po potisku se na měděnou fólii nanese galvanickou cestou vrstvička (nejčastěji) cínu. Deska se po odstranění nanesené barvy, která teď vlastně sloužila jako ochrana před galvanickým pokovením krytých míst, opět leptá v leptadle, nenapadajícím cínovou vrstvu na vodičích ale jen měď.
Plošné spoje se běžně po dokončení motivu a testování opatřují tzv. nepájivou maskou. To je mechanicky a tepelně (až 300 °C) odolná krycí vrstva, která chrání vodiče na desce a nechává odhalené pouze pájecí a kontaktní plošky. Smyslem této vrstvy je ochránit vodiče před mechanickým poškozením, při strojním pájení vlnou zabránit tvorbě můstků (zkratů mezi vodiči) a snížit spotřebu pájky. Pájka zůstává jen na pájecích ploškách, nepokrývá zbytečně vodiče. Sítotiskem se tiskne buď přímo motiv nepájivé masky a barva se jen vytvrdí, nebo se z prázdného síta bez motivu nanese souvislá vrstva fotocitlivé barvy na celou desku. Motiv nepájivé masky se získá fotocestou. Tradiční barvou nepájivé masky je sytě zelená, ale běžně dostupné jsou i další barvy.
Deska se někdy, před osazováním součástkami a pájením, potiskuje ještě jednou (nebo i vícekrát), i z obou stran (t. j. i na nepájivou masku), servisním potiskem, identifikujícím jednotlivé součástky (nebo místa připojení, apod.) nebo označující celé desky (přímý tisk označení/názvu, popis, čárový kód, apod.). Tady už se používají libovolné barevné odstíny, ovšem musí být kontrastní k podkladu.
Technologie velmi příbuzná sítotisku se v elektronice používá při tzv. povrchové montáži, označované také jako SMT (surface mount technology). Součástky, někdy nazývané bezvývodové, (vžila se angl. zkratka SMD (surface mount devices)), nemají klasické drátové vývody, ale kovové kontaktní plošky. Před osazováním se na plošný spoj přes masku nanese pájecí pasta tvořená směsí pastovitého tavidla a miniaturních kuliček pájky. Terčíky pasty se nanášejí pouze na kontaktní plošky. Maska pro tisk pasty je vytvořena leptáním nebo laserovým řezáním z tenkého nerezového, často i bronzového plechu. Tisk pasty je obdobný sítotisku. Pomocí těrky se protlačuje pasta otvory v masce na plošný spoj. Pájka ve formě pasty má lepivou konzistenci, takže osazované součástky stačí zatlačit do pasty. Pájení probíhá nejčastěji přetavením. Osazený plošný spoj je dopravníkem unášen mezi několika komorami pece, pájka se roztaví a připojí součástky k desce.
Jiný způsob použití sítotisku v povrchové montáži spočívá v nanesení lepidla na desky, do kterého se pak osazují součástky SMD. Po jeho zatuhnutí (už se součástkami) se deska strojně pájí vlnou.
U tisku pastovité pájky a lepidla se převážně netiskne přes síťovinu, ale používají se nerezové nebo (méně) bronzové šablony, tloušťky několik desetin milimetru.
Další použití sítotisku v elektronice spočívá také v tisku odporových nebo vodivých past (např. rozmrazovací vodiče na oknech aut, apod.).

## Rám
Rám je základ tiskové formy sítotisku. Dříve byl ze dřeva, avšak dnes se vyrábí z hliníku. Musí být pevný a odolný proti zkroucení a prohnutí. Rámy se dělí na pevné a samonapínací (např. Newman Roller Frames). Při napínání síta na rám také občas vzniká konkávní a bikonkávní prohnutí rámu.

## CTS (computer to screen)
Nejnovější způsob přenosu obrazu (kresby) na síto. Veškerá příprava probíhá na DTP pracovišti (zpracování textilů, obrázky a jejich montáž do konečné podoby tiskového archu).
Tato data jsou poté přenesena do zařízení, které provede tisk obrazu na předem ovrstvené síto. Tiskovým médiem je přitom rastrový vosk, který po dotyku s emulzí tuhne. Tento vosk nepropouští světlo. Takto potištěné síto se osvětlí přiměřenou dobu před světelným zdrojem. Odpadají zde materiály jako je film, za zařízením je vakuový rám a pracovní síla.
Síto se vyvolá běžným způsobem, vosk zabrání v místě kresby vyvolání a síto je propustné jen v místě kresby.

## Výrobci sítotiskových strojů
- ISIMAT – německý výrobce se zastoupením na českém trhu
- RK Siebdrucktechnik GmbH – založené již od roku 1896 panem Kurten & Lechner GmbH
- STZ Choltice
- Svecia
- M&R PRINT
- ANATOL
- MHM
- ROQ
- VASTEX

## Výhody a nevýhody sítotisku
Výhodou sítotisku je jednoduché přímé nanesení barvy. Ekonomičnost sítotisku se ale projeví až při vyšších sériích.
Nevýhodou sítotisku je vysoká cena při menším množství z důvodu náročné předtiskové přípravy. Další nevýhodou je potisk na různé druhy umělých materiálů, kde nemusí dojít ke 100% překrytí barvou – ale to je spíše už otázka použitých materiálů (barvy, síta, těrky...) a jejich kompatibility, použitého zařízení a hlavně zkušenosti tiskaře.